# Srédnie Khoroli
Srédnie Khoroli (en rus: Средние Хороли) és un poble (un khútor) de l'óblast de Rostov, a Rússia, segons el cens rus del 2010 tenia 270 habitants. Pertany al districte de Zernograd.